# Ipotenusa

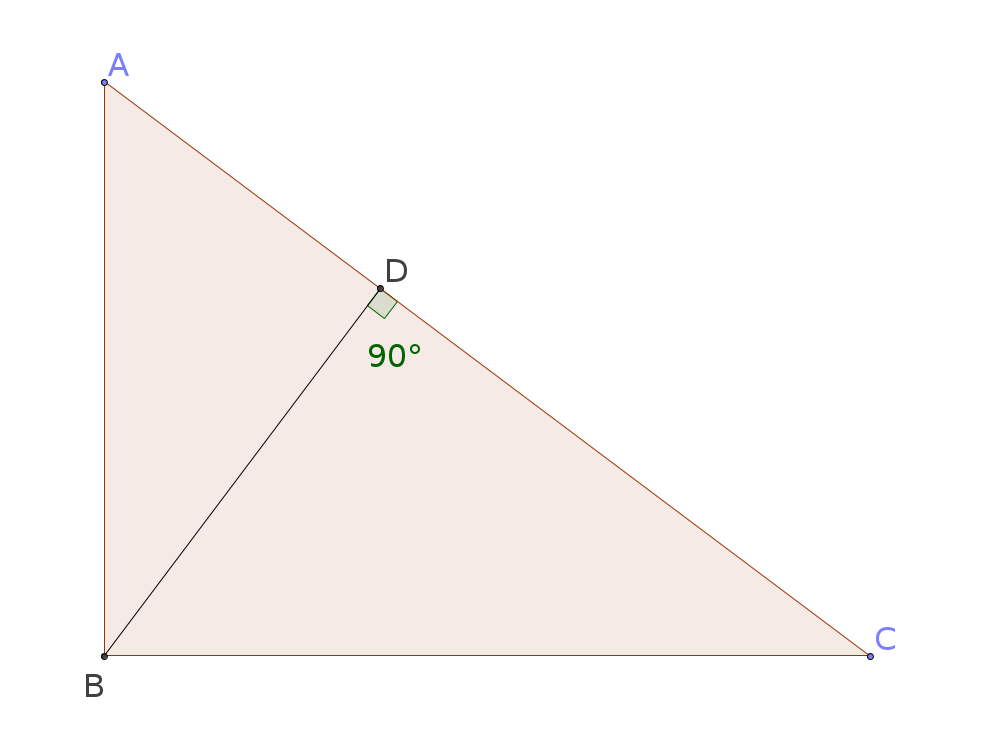
l'ipotenusa rappresentata dal segmento che unisce A a C

In un triangolo rettangolo si dice ipotenusa (dal latino hypotenusa, dal greco antico ὑποτείνουσα?,  hypoteínousa, " linea tesa sotto") il lato opposto all'angolo retto. Gli altri due lati si chiamano invece cateti.

## Calcolo della lunghezza
La relazione fondamentale fra i lati di un triangolo rettangolo è stabilita dal teorema di Pitagora, che può essere adoperato per calcolare la misura dell'ipotenusa quando sono note le misure dei cateti. Con i metodi della trigonometria è anche possibile determinare la misura dell'ipotenusa conoscendo la misura di uno solo dei cateti insieme all'ampiezza di uno degli angoli acuti del triangolo rettangolo.
Nelle formule riportate qui sotto indicheremo con i l'ipotenusa, con c1 e c2 i due cateti e con h l'altezza costruita sull'ipotenusa di un generico triangolo rettangolo. Gli angoli opposti ai cateti c1 e c2 saranno rispettivamente γ1 e γ2.

### Dati i cateti
l'ipotenusa è uguale alla:
{\displaystyle i={\sqrt {c_{1}^{2}+c_{2}^{2}}}}

### Dati un cateto e un angolo acuto
La misura dell'ipotenusa equivale a quella di un cateto divisa per il seno dell'angolo opposto al cateto, o per il coseno dell'angolo adiacente.
{\displaystyle i={\frac {c_{1}}{\sin \gamma _{1}}}={\frac {c_{2}}{\sin \gamma _{2}}}={\frac {c_{1}}{\cos \gamma _{2}}}={\frac {c_{2}}{\cos \gamma _{1}}}}

## Considerazioni
Con il teorema di Pitagora è facile dimostrare che la misura dell'ipotenusa è sempre maggiore di quella di un cateto. Ricordando che tutti i lati misurano più di zero:
Alla stessa conclusione si giunge applicando il teorema dei seni.